# Daronia spirula
Daronia spirula is een slakkensoort uit de familie van de Neocyclotidae. De wetenschappelijke naam van de soort is voor het eerst geldig gepubliceerd in 1850 door A. Adams.